# Tajemnicze opowieści Moville’a
Tajemnicze opowieści Moville’a (ang. Moville Mysteries, 2002-2003) – kanadyjski serial animowany opowiadający o losach trójki przyjaciół: Mosleya Moville’a, Hitcha oraz Mimi Valentine.

## Fabuła
Akcja serialu rozgrywa się w pozornie normalnym, spokojnym miasteczku Ouigee Falls. Jej bohaterami są trzej przyjaciele: Mosley Moville – spec od najbardziej niewytłumaczalnych zjawisk, Hitch – chodząca skarbnica dowcipów i Mimi potrafiąca sprowadzić chłopaków na ziemię zawsze, gdy próbują wpakować się w jakieś kłopoty. W miasteczku, w którym dzieją się rzeczy niespotykane gdziekolwiek indziej tylko oni mogą zadbać o to, by inni czuli się bezpiecznie i „normalnie”.

## Postacie
- Mosley „Mo” Moville – główna postać serialu, uwielbia rozwiązywać mrożące krew w żyłach zagadki. Mo jest najodważniejszy z całej paczki.
- Mimi Valentine – Mimi to trochę roztargniona dziewczyna, lubi Mosleya i Hitcha. Dobrze się uczy. Można na niej polegać.
- Tommy „Hitch” Hitchkock – wyluzowany nastolatek, który lubi jeździć na deskorolce. Nosi okulary 3D.
- B.B. – dziwny chłopak, wierzy w kosmitów, i że wszyscy dookoła coś knują albo spiskują.
- Woźny – szkolny woźny, kiedyś był nieustraszonym poszukiwaczem przygód. Zły demon opętał jego palec u nogi, więc go sobie odciął.
- Rico – wspaniały sportowiec, ale straszny bezmózgowiec w odcinku 11 dostaje w głowę tablicą wyników i staje się geniuszem.

## Wersja polska
Opracowanie i udźwiękowienie wersji polskiej: na zlecenie Fox Kids/Jetix − Studio Eurocom

Kierownictwo produkcji: Marzena Omen-Wiśniewska

Udział wzięli:
- Krzysztof Krupiński – Mo
- Ryszard Olesiński – Hitch
- Tomasz Grochoczyński – Dyrektor
- Wojciech Machnicki – Trener
- Jarosław Domin – Milo
- Cezary Kwieciński
- Janusz Wituch
- Krzysztof Zakrzewski

i inni
Lektor: Jolanta Wołłejko

Lektor tyłówki: Tomasz Knapik

## Spis odcinków
| N/o            | Polski tytuł                         | Angielski tytuł                                  |
| -------------- | ------------------------------------ | ------------------------------------------------ |
|                |                                      |                                                  |
| SERIA PIERWSZA |                                      |                                                  |
|                |                                      |                                                  |
| 01             | Poszukiwacze zaginionego ochraniacza | Raiders Of The Lost Jock                         |
|                |                                      |                                                  |
| 02             | Zabawa w DNA                         | The Tell Tale Recliner                           |
|                |                                      |                                                  |
| 03             | Dzień, w którym Rico zmądrzał        | The Day Rico Became Smart                        |
|                |                                      |                                                  |
| 04             | Zepsuta mielonka                     | How Green Was My Lunch Meat                      |
|                |                                      |                                                  |
| 05             | Gumowe ucho                          | Moville Witch Project                            |
|                |                                      |                                                  |
| 06             |                                      | Swarm Enough For Ya?                             |
|                |                                      |                                                  |
| 07             | Co mi wisi Norman                    | The Good Old Days                                |
|                |                                      |                                                  |
| 08             | Cudowny ochraniacz                   | Curse Of The Mommies                             |
|                |                                      |                                                  |
| 09             | Koszmarny mecz                       | Ghouuuuulllll!                                   |
|                |                                      |                                                  |
| 10             | Moja mama jest cool                  | The Novelty Kid                                  |
|                |                                      |                                                  |
| 11             |                                      | The Creep Next Door                              |
|                |                                      |                                                  |
| 12             |                                      | Crushed By An Angel                              |
|                |                                      |                                                  |
| 13             |                                      | How Now Meowing Cow?                             |
|                |                                      |                                                  |
| 14             |                                      | The Night And Day of The Hunter                  |
|                |                                      |                                                  |
| 15             |                                      | Follow That Mo                                   |
|                |                                      |                                                  |
| 16             | Demoniczny paluch                    | Big Toe, Big Evil                                |
|                |                                      |                                                  |
| 17             |                                      | Mirror, Mirror Off the Wall                      |
|                |                                      |                                                  |
| 18             |                                      | Something Fishy In Lake Gimmie Gimmie Itchy Owie |
|                |                                      |                                                  |
| 19             |                                      | The Pet Shop Of No Return                        |
|                |                                      |                                                  |
| 20             |                                      | So You Sold Your Soul For ... What?              |
|                |                                      |                                                  |
| 21             | Cyrograf                             | Don't Touch That Dial                            |
|                |                                      |                                                  |
| 22             | Grosik na szczęście                  | Just My Luck                                     |
|                |                                      |                                                  |
| 23             | W samą porę                          | A Snitch In Time                                 |
|                |                                      |                                                  |
| 24             |                                      | Goo On You                                       |
|                |                                      |                                                  |
| 25             | Sekrety ogrodowych krasnali          | Gnome Sweet Gnome                                |
|                |                                      |                                                  |
| 26             |                                      | Scarin’ O’ The Green                             |
|                |                                      |                                                  |